# The NeverEnding Story III
The NeverEnding Story III (br A História sem Fim 3) é um filme de fantasia épico teuto-estadunidense de 1994 dirigido por Peter MacDonald. Trata-se da sequência de The NeverEnding Story (1984), de Wolfgang Petersen, e The NeverEnding Story II: The Next Chapter (1990), de George T. Miller. O único dos três filmes que é completamente independente e diferente do romance de Michael Ende em que a história se baseia. Os efeitos especiais da criaturas, foram improvisadas por Jim Henson's Creature Shop.

## História
Bastian cresceu e esta encarando grandes mudanças depois que seu pai se casa novamente com Jane, cuja filha Nicole não aceita bem a sua nova família. Na nova escola, Bastian se torna vitima de um grupo de valentões chamado Nasties, liderados por Slip. Bastian consegue se esconder na biblioteca, onde reencontra Carl Conrad Coreander e o livro A História Sem Fim, mas Nasties encontram Bastian, ele usa o livro para escapar e vai para Fantasia onde reencontra seus amigos, no entanto, os Nasties encontram o livro e ao perceberem o seu poder decidem usa-lo para destruir Fantasia.

## Elenco
- Jason James Richter como Bastian Balthazar Bux
- Melody Kay como Nicole Baxter
- Jack Black como Slip ("The Nasty")
- Freddie Jones como Carl Conrad Coreander e o velho andarilho da montanha
- Julie Cox como Imperatriz Criança
- Moya Brady como Urgl
- Tony Robinson como Engywook
- Tracey Ellis como Jane Bux
- Kevin McNulty como Barney Bux
- Frederick Warder como Rock Biter
- William Todd-Jones como Mrs. Rock Biter
- Dave Forman como Rock Biter Jr.
- Gordon Robertson como Falkor
- Kaefan Shaw como Bark Troll
- Mark Acheson como zelador

Vozes
- William Hootkins como Bark Troll e Falkor
- Mac McDonald como Mrs. Rockbiter
- Gary Martin como Rockbiter e Rockbiter Jr.